# Hieronymus Keck
Hieronymus Keck (auch Hieronymus Keck von Eisersdorf; * in Böhmen; † 7. April 1652 in Glatz, Grafschaft Glatz) war ein katholischer Geistlicher und Dechant der zum Erzbistum Prag gehörenden Grafschaft Glatz. Während der Zeit der Böhmischen Rebellion war er deren einziger katholischer Seelsorger.

## Leben
Herkunft und Geburtsjahr von Hieronymus Keck, der vermutlich in Prag zum Priester geweiht wurde, sind nicht bekannt. 1604 übernahm er als damaliger Pfarrer von Altwilmsdorf das Amt des Glatzer Dechanten. Nachdem in der Zeit der Reformation die meisten katholischen Gläubigen und Seelsorger zum lutherischen Glauben konvertiert hatten und während des Ständeaufstandes von 1618 die Jesuiten aus Glatz vertrieben worden waren, war Hieronymus Keck der einzige katholische Geistliche der Grafschaft. Da er sich weigerte, den von den Ständen gewählten böhmischen König Friedrich von der Pfalz anzuerkennen, wurde er im Januar 1620 gefangen genommen und – wegen der Treue zu seinem Landesherrn, Kaiser Ferdinand II. – als Landesverräter in das Glatzer Gefängnis gebracht. Erst als die Kaiserlichen 1622 Glatz zurückeroberten, kam er am 28. Oktober 1622 frei. Anschließend versorgte er wegen des Mangels an katholischen Priestern mehrere Jahre lang mit einigen Kaplänen das Kirchspiel der Glatzer Dekanatskirche Mariä Himmelfahrt sowie die umliegenden Pfarreien Altwilmsdorf, Pischkowitz, Königshain, Rengersdorf und Eisersdorf.
Zur Belohnung seiner Treue wurde er von Kaiser Ferdinand II. mit dem Adelsprädikat „von Eisersdorf“ nobilitiert und durch Güterschenkungen entschädigt. Nach der Rückkehr der Jesuiten 1624 übernahmen diese die Seelsorge des Glatzer Pfarrsprengels.
Nachfolgend wurde Keck mit der Rekatholisierung des Glatzer Landes betraut, um die er sich große Verdienste erwarb. Sie wurde auch vom damaligen Pfandherrn der Grafschaft Glatz, Erzherzog Karl von Österreich (1590–1624), zielstrebig verfolgt. Dieser war als Bischof von Breslau ein rigider Verfechter der Rekatholisierungsmaßnahmen und erließ 1624 auch für das Glatzer Gebiet eine Verfügung, wonach das Bürgerrecht nur bei Nachweis der katholischen Religion erworben werden konnte. Die gleiche Beschränkung galt auch für Eheschließungen. Außerdem wurde verfügt, dass alle lutherischen Bücher abzugeben seien. 1628 forderte Landeshauptmann Carl Fuchs von Fuchsberg die Städte und Dörfer auf, die Wiedereinführung der katholischen Religion zu fördern und Hieronymus Keck in jeder Hinsicht zu unterstützen. Zugleich wurde seine Position dadurch gestärkt, dass zur finanziellen Ausstattung des Dekanatsamtes von den Gütern Reyersdorf und Schönau 4000 Taler bereitzustellen waren.
Nachdem die 1624 nach Glatz zurückgekehrten Jesuiten u. a. wieder das Bildungswesen übernommen hatten, konnten sie auch einen entsprechenden Einfluss auf Kinder und Jugendliche ausüben. Durch die angedrohten und durchgeführten Bedrückungen konvertierten die meisten Einwohner, so dass Hieronymus Keck 1630 anhand der Zählungen bei der Osterbeichte und -kommunion die gelungene Rekatholisierung vermelden konnte. 1631 unternahm Keck eine Visitationsreise, mit der der Konfessionsstand sowie das Kirchenvermögen und die Einkünfte der Pfarreien festgestellt werden sollten. Hierzu musste jeder Pfarrer einen umfangreichen Fragenkatalog beantworten. Dieser befasste sich mit den Kircheneinrichtungen (Responsa super quaestiones) und dem Seelenheil der Gläubigen bzw. Gemeindemitglieder (Circa curam animarum). Das Ergebnis der Visitation wurde von Keck in einem Dekanatsbuch festgehalten. Die darin für die Geschichte der Reformation und Rekatholisierung wichtigen Ergebnisse wurden erst 1884 von Franz Volkmer und Wilhelm Hohaus in Band 3 der Reihe Geschichtsquellen der Grafschaft Glatz unter dem Titel „Constitutiones Synodi Comitatus Glasencis in causis religionis“ veröffentlicht. Die Anzahl der verbliebenen Kryptokatholiken ist nicht bekannt. In den Habelschwerdter Ratsprotokollen sind noch für die Jahre 1635 und 1640 Widerstände und Proteste der Bürger gegen die geforderte Konversion verzeichnet.
Hieronymus Keck, der seit 1628 Vorstand der Mittelsteiner Stiftung Pia Causa war, starb 1652 in Glatz. Sein Leichnam wurde in der Glatzer Dekanatskirche beigesetzt. Seinen Besitz verschrieb er dem Glatzer Jesuitenkolleg. Aus Dankbarkeit und zu seiner Ehre ließen die Jesuiten von Karl Dankwart ein Porträt von ihm anfertigen, das sich im ehemaligen Glatzer Jesuitenkonvikt (heute Museum des Glatzer Landes/Muzeum Ziemi Kłodzkiej) befindet.